# Last Drop Falls
Last Drop Falls е третият сингъл на финландската пауър метъл група Соната Арктика. Записан е през 2001 г. в студио „Tico Tico“.

## Участници
- Тони Како – вокали, допълнителни клавишни
- Яни Лииматайнен – китара
- Томи Портимо – барабани
- Марко Паасикоски – бас китара
- Мико Харкин – клавишни